# Fayette (Utah)
Fayette – miasto w Stanach Zjednoczonych, w stanie Utah, w hrabstwie Sanpete.